# Omphalophora cinereofasciata
Omphalophora cinereofasciata är en tvåvingeart som först beskrevs av Friedrich von Schilling 1837.  Omphalophora cinereofasciata ingår i släktet Omphalophora och familjen snäppflugor. Inga underarter finns listade i Catalogue of Life.